# Wuda tibialis
Wuda tibialis är en stekelart som först beskrevs av Cameron 1911.  Wuda tibialis ingår i släktet Wuda och familjen brokparasitsteklar. Inga underarter finns listade i Catalogue of Life.